# 1918 en aéronautique
Chronologie de l'aéronautique
- 1914
- 1915
- 1916
- 1917
- 1918
- 1919
- 1920
- 1921
- 1922

Cet article présente les faits marquants de l'année 1918 en aéronautique.

## Événements
- 1914-1918 : au cours de la Première Guerre mondiale, l'Allemagne construisit 38 000 avions, la Grande-Bretagne 55 100 et la France 51 700 dont la moitié pour la seule année 1918. À la fin du conflit, l'armée américaine qui ne comptait aucun appareil opérationnel 24 mois plus tôt, compte 2 107 avions. Du côté des pilotes, les « as » de la Grande Guerre les plus fameux furent l'Allemand Manfred von Richthofen (80 victoires homologuées), le Français René Fonck (75 victoires homologuées) et le Canadien Billy Bishop (72 victoires homologuées). Si le « Baron Rouge » trouve la mort au cours du conflit, Fonck et Bishop lui survivent.

### Janvier
- 28 janvier : premier combat aérien de nuit.

### Février
- 23 février : l'as belge Edmond Thieffry est abattu et tombe derrière les lignes ennemies. Malgré ses 5 tentatives d'évasion, le pilote belge ne reviendra au pays qu'après la capitulation.

### Mars
- 3 au 30 mars : Hubert Lyautey accepte d'accorder à Pierre Latécoère une convention postale, mais demande, à titre de test, de se faire livrer son courrier par avion. Deux avions « Salmson » décollent alors de Toulouse, direction le Maroc, mais ces deux appareils sont rapidement hors d'état de poursuivre leur route. Nouveau décollage de Toulouse le 8 mars. Cette fois, l'avion parvient à rallier Casablanca dès le 9 mars. Lyautey signe finalement la convention postale de Latécoère le 30 mars.

- 8 Mars : Les postes, télégrammes et téléphones (PTT)  décident de créer une liaison postale régulière en avion entre Paris et La Baule pour desservir les troupes américaines en poste à St Nazaire et ses environs[1].
- 23 mars : 70 avions britanniques et allemands s'affrontent au cours du plus important combat aérien de la Grande Guerre.

### Avril
- 13 avril : première traversée des Andes par la voie des airs, effectuée par le pilote argentin Luis Candelaria (en) à bord d'un Morane-Saulnier, entre Zapala (Argentine) et Cunco (Chili).

- 21 avril : l'as allemand Manfred von Richthofen, surnommé le baron rouge, meurt à bord d'un Fokker Dr.1 Triplan au cours d'un combat aujourd'hui encore nébuleux. Le capitaine australien Roy Brown est crédité de cette victoire que d'autres revendiquent.

- 27 avril : premier vol de l'avion d'attaque au sol britannique Sopwith Salamander (en).

- 29 avril : première victoire aérienne américaine sur le front européen.

### Mai
- 4 mai : premier vol du Junkers CL.I.

- 9 mai : l'as français René Fonck abat 6 avions allemands au cours de la même journée.

- 14 mai : la branche aéronautique de l'United States Army est rebaptisée United States Army Air Service.

- 15 mai : inauguration de la ligne postale New York - Washington.

- 19 mai : dernier raid de bombardiers (avions et dirigeables) allemands au-dessus de l'Angleterre.

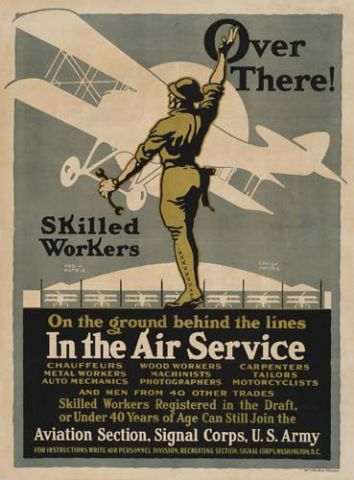
Over there !, affiche de recrutement pour l'armée de l'air américaine, de Louis Fancher, 1918

### Juillet
- 19 juillet : raid de Tondern, première opération aéronavale de l'histoire menée par un avion lancé depuis un porte-avions.

### Août
- 17 août : inauguration de la première liaison postale régulière par avion entre Le Bourget-Le Mans-La Baule[1].
- 17 août : inauguration du service postal militaire régulier entre Paris et Londres.

### Septembre
- 5 septembre : inauguration du service postal régulier entre Nice (France) et la Corse (Ajaccio).

- 26 septembre : l'as français René Fonck renouvelle son exploit du 9 mai précédent en abattant 6 avions allemands en une seule journée.

### Octobre
- 5 octobre : l'as français Roland Garros est abattu près de Saint-Morel.

- 9 octobre : raid massif de bombardement allié sur le front. 250 bombardiers escortés par 100 chasseurs lancent 32 tonnes de bombes entre Wavrille et Damvilliers.

### Novembre
- 11 novembre : démonstration de virtuosité des pilotes chinois au-dessus de Pékin à l'occasion de cette journée de la paix. Ils passent au ras des bâtiments et de la foule.

### Décembre
- 24 décembre : le constructeur d'aéronefs Pierre Latécoère lance la ligne Latécoère entre Toulouse et Barcelone. Durée du trajet : 2 heures et 20 minutes. C'est la première étape du trajet France - Amérique du Sud que vise à terme Latécoère.